# NGC 5719
NGC 5719 = NGC 5658 ist eine 12,6 mag helle balkenspiralförmige Low Surface Brightness Galaxy vom Hubble-Typ SBab/pec im Sternbild Jungfrau, welche etwa 77 Millionen Lichtjahre von der Milchstraße entfernt ist. 
Sie wurde am 11. April 1787 von Wilhelm Herschel mit einem 18,7-Zoll-Spiegelteleskop entdeckt, der sie dabei mit „pB, cS, lE“ beschrieb. NGC 5658 geht auf die Beobachtung von George Bond am 9. Mai 1853 zurück, der das Objekt (Stern) irrtümlich für eine Galaxie gehalten hatte. Im Jahr 2015 wies Wolfgang Steinicke anhand von Bonds Notizen nach, dass dieser zwar NGC 5713 beobachtet hatte, ihm aber bei der Positionsangabe ein gravierender Fehler unterlief.